# Podlesí (Brněnec)

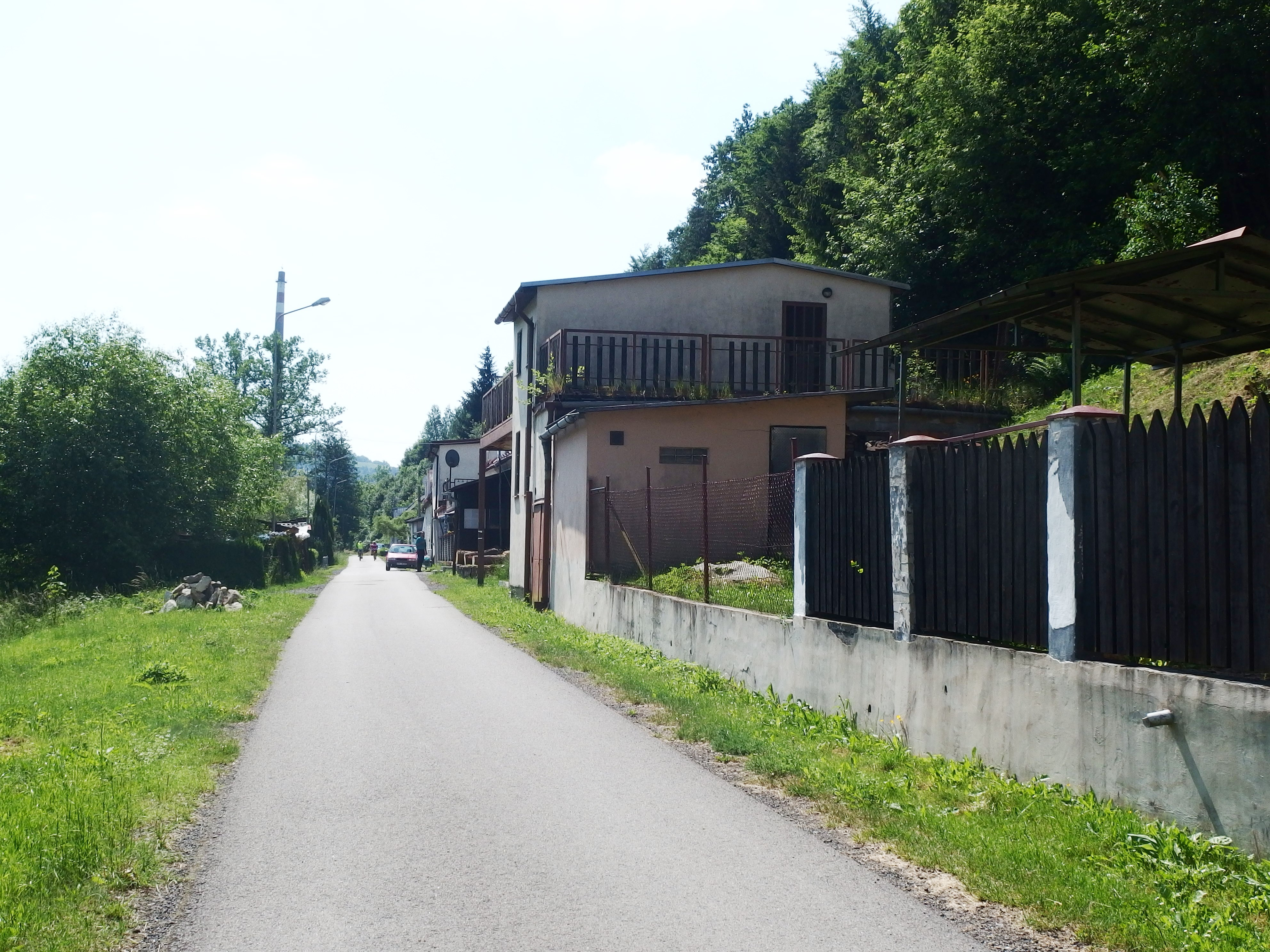
Dorfstraße

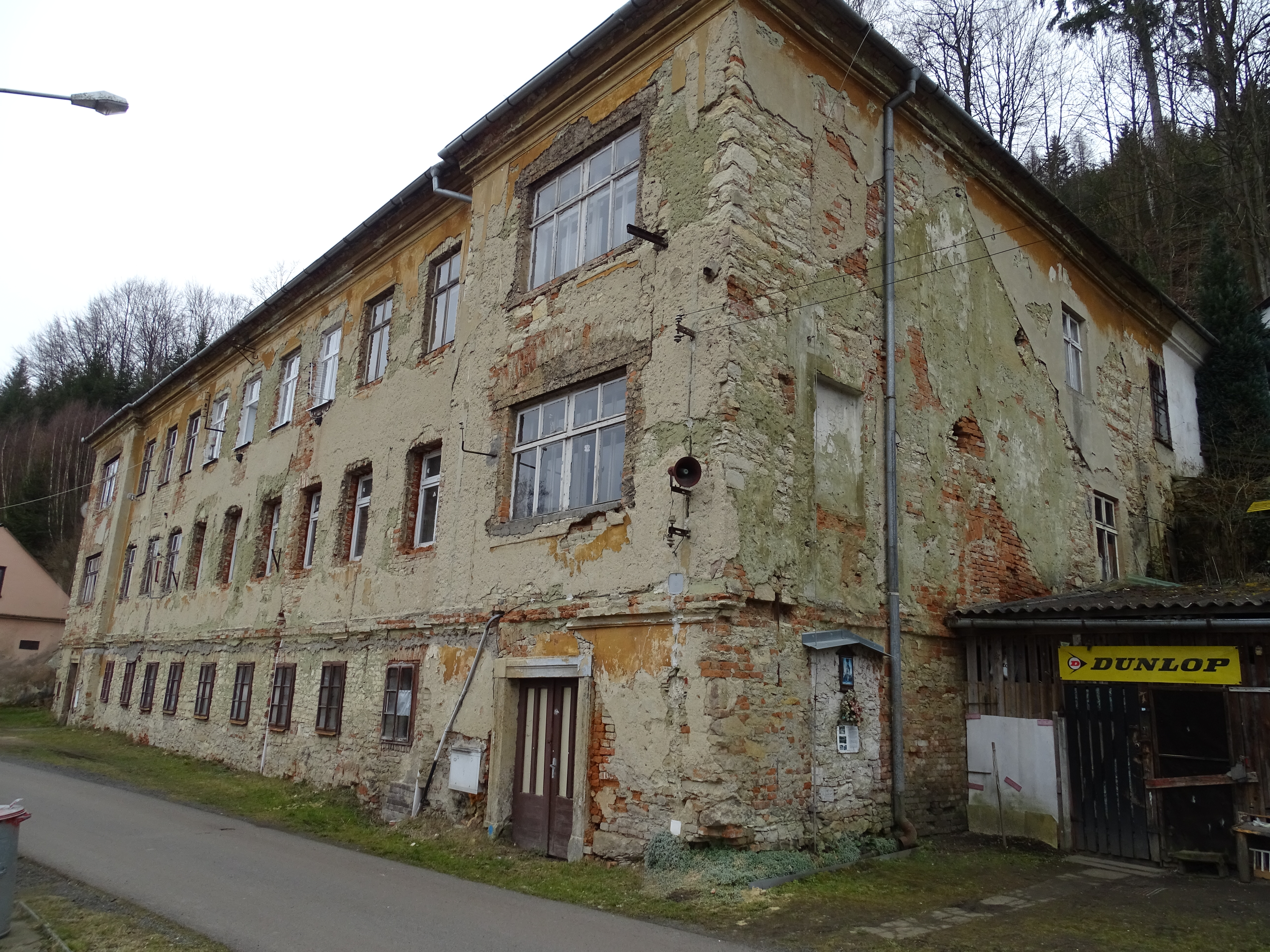
Haus Nr. 9 (Ehemaliges Kloster)

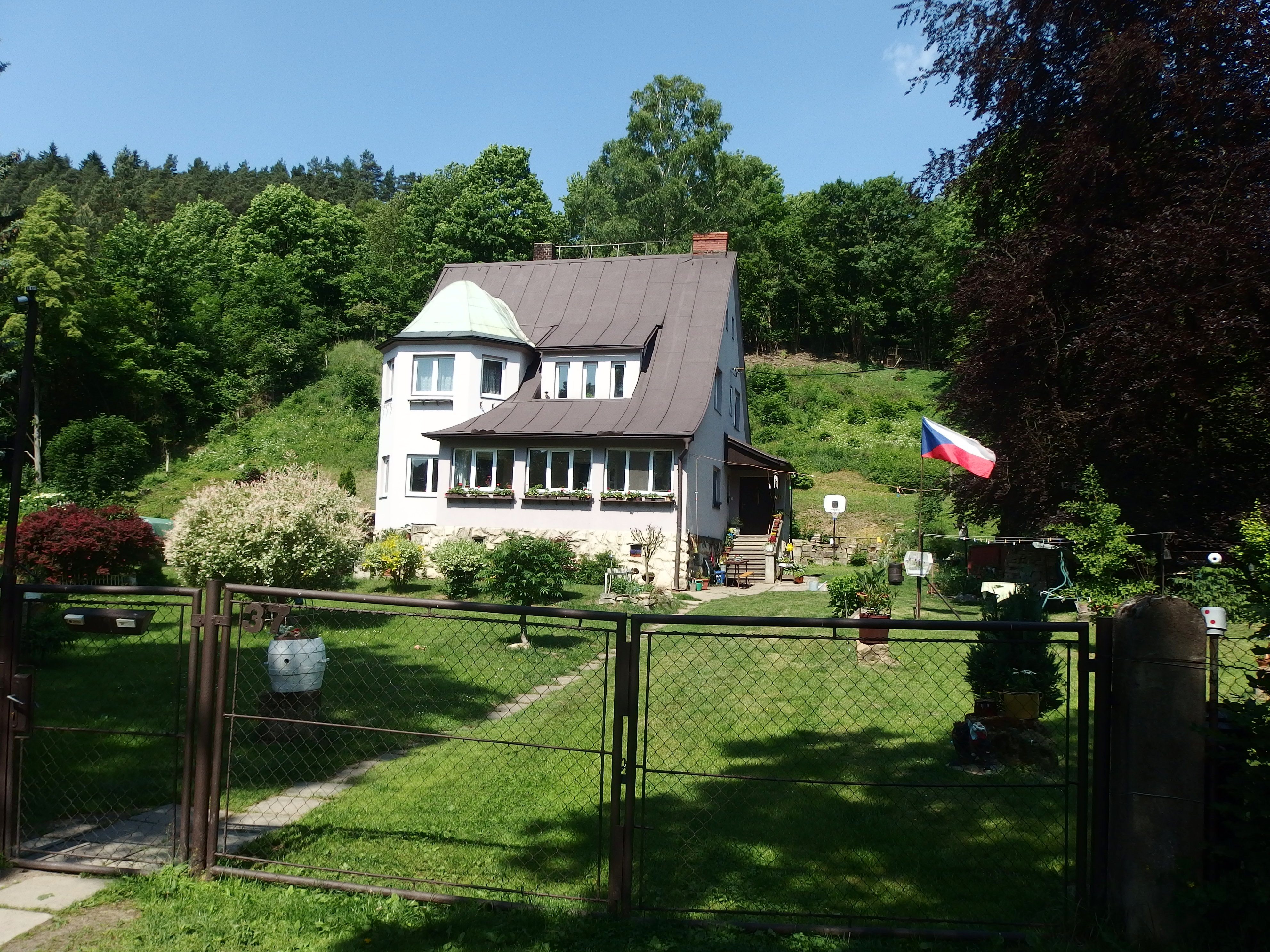
Haus Nr. 37

Podlesí (deutsch Unterwald) ist ein Ortsteil der Gemeinde Brněnec in Tschechien. Er liegt anderthalb Kilometer südlich des Stadtzentrums von Březová nad Svitavou und gehört zum Okres Svitavy.

## Geographie
Das Zeilendorf Podlesí erstreckt sich am rechten Ufer des Flusses Svitava in der Svitavská pahorkatina (Zwittauer Hügelland). Podlesí liegt unmittelbar an der alten böhmischen Landesgrenze zu Mähren. Auf der gegenüberliegenden mährischen Flussseite verläuft die Bahnstrecke Brno–Česká Třebová, der Bahnhof Březová nad Svitavou befindet sich östlich von Podlesí. Im Westen erhebt sich der Velký les (501 m. n.m.).
Nachbarorte sind Zářečí im Norden, Nový Brněnec im Nordosten, Drahošov und Sibíř im Osten, Mariánské Údolí und Moravská Chrastová im Südosten, Brněnec im Süden, Amerika und Nová Amerika im Westen sowie Bělá nad Svitavou und Banín im Nordwesten.

## Geschichte
An einer heilkräftigen Quelle im Svitavatal zwischen Hinterwasser und Brněnec entstand ein Nonnenkloster, das später noch um ein Hospital erweitert wurde. An das Kloster angebaut war eine Kapelle mit einer Statue der Mater Dolorosa. In den 1780er Jahren wurde das Kloster im Zuge der Josephinischen Reformen aufgehoben und die Pilgerfahrten nach Unterwald untersagt. In Schallers Beschreibung der Fideikommissherrschaft Biela von 1789 findet Unterwald keine Erwähnung. Die Klosterkapelle wurde 1811 abgebrochen. Im Klostergebäude wurde zunächst eine Tuchfabrik betrieben, danach wurde es als Badehaus genutzt. 
Im Jahre 1835 bestand die im Chrudimer Kreis gelegene Einschicht Unterwald, auch Prokopi-Bad genannt, aus einem Badehaus, welches lediglich von den Einwohnern der nächsten Ortschaften aufgesucht wurde. Konskribiert war Unterwald nach Hinterwasser. Pfarr-, Schul und Amtsort war Teutsch-Biela. Bis zur Mitte des 19. Jahrhunderts blieb Unterwald dem Allodialgut Teutsch-Biela untertänig.
Nach der Aufhebung der Patrimonialherrschaften gehörte Unterwald / Podlesí ab 1849 zum Ortsteil Hinterwasser / Zářečí der Gemeinde Deutsch-Bielau / Německá Bělá im Gerichtsbezirk Polička. Ab 1868 wurde Unterwald Teil des Bezirks Polička. In der zweiten Hälfte des 19. Jahrhunderts entstanden eine Fabrik und einige neue Häuser neben dem Prokopi-Bad. 1887 lösten sich Brünnlitz, Hinterwasser und Unterwald von Deutsch-Bielau los und bildeten die Gemeinde Brünnlitz. Seit dem 12. Juli 1887 gehörte Unterwald zum neu gebildeten Katastralbezirk Brünnlitz. Nach dem Ersten Weltkrieg zerfiel der Vielvölkerstaat Österreich-Ungarn, das Dorf wurde 1918 Teil der neu gebildeten Tschechoslowakischen Republik. Beim Zensus von 1921 wurde Unterwald als Ortsteil von Brünnlitz aufgeführt, jedoch keine separaten Daten für den Ortsteil erhoben. Nach dem Münchner Abkommen wurde das Dorf im Oktober 1938 von der Wehrmacht besetzt und dem Großdeutschen Reich zugeschlagen und gehörte bis 1945 zum Landkreis Zwittau. Nach dem Ende des Zweiten Weltkrieges kam Podlesí zur Tschechoslowakei zurück, es erfolgte die Wiederherstellung der alten Bezirksstrukturen. Die meisten der deutschsprachigen Bewohner wurden 1945 vertrieben und Tschechen angesiedelt. Der Eingang zur Heilquelle wurde 1945 von den Einheimischen aus Angst vor Krankheiten zugeschüttet, nachdem russische Soldaten dort Vieh hineingetrieben hatten. 1950 wurde Podlesí aus dem Okres Polička in den Okres Svitavy umgegliedert. Seit Beginn des Jahres 2000 hat Podlesí wieder den Status eines Ortsteils. Im Jahre 2001 bestand der Ort aus 18 Häusern und hatte 55 Einwohner.

## Ortsgliederung
Podlesí ist Teil des Katastralbezirkes Brněnec.

## Sehenswürdigkeiten
- Ehemaliges Kloster, das zweigeschossige Gebäude dient heute als Wohnhaus. An der baufälligen Fassade sind noch Konturen des Kapellenanbaus gut erkennbar. Das Zugangsgewölbe zu der unter der Straße befindlichen Quelle stürzte beim Ausbau der Straße ein.
- Lehrpfad Údolím řeky Svitavy, er führt von der Bahnstation Březová nad Svitavou-Dlouhá flussabwärts über 13 Stationen zum Jára-Cimrman-Aussichtsturm bei Březová nad Svitavou, durch Zářečí zu den Quirgellöchern (Čertovy díry) bei Amerika bis zum Steinbruch bei Brněnec und über Podlesí durch das Tal wieder zurück.